# Elachertus deplanatus
Elachertus deplanatus är en stekelart som först beskrevs av Julius Theodor Christian Ratzeburg 1852.  Elachertus deplanatus ingår i släktet Elachertus och familjen finglanssteklar. Inga underarter finns listade i Catalogue of Life.